# Carson Mansion
La Carson Mansion (Magione Carson in italiano) è una grande villa vittoriana di Eureka nella California settentrionale. La dimora è spesso ritenuta come uno degli esempi meglio riusciti dello stile Regina Anna americano. Residenza, in origine, di William Carson, uno dei primi magnati del legname della California settentrionale, la casa ospita un circolo privato dal 1950. La villa e il suo giardino non sono aperti al pubblico.